# مستگنیو
مِستِگنیو (به مجاری:  Mesztegnyő) یک منطقهٔ مسکونی در مجارستان است که در ناحیه مارتسالی واقع شده‌است. مستگنیو ۴۴٫۷۱ کیلومتر مربع مساحت و ۱٬۳۴۹ نفر جمعیت دارد.